# Homeland Security Act
De Homeland Security Act is een Amerikaanse wet die in 2002 onder president George W. Bush werd doorgevoerd.
De wet is een direct gevolg van de strijd tegen terrorisme, zoals ook de Patriot Act en de Intelligence Authorization Act. Net als deze andere wetten beperkt ook de Homeland Security Act enkele burgerrechten (zoals privacy) om een betere terrorismebestrijding in de VS mogelijk te maken.
De wet voorzag onder meer in meer mogelijkheden voor opsporingsdiensten om verschillende databases te doorzoeken, een beperking op de Freedom of Information Act waarbij burgers informatie kunnen opvragen en meer mogelijkheden voor adviesraden van de overheid om bijeenkomsten achter gesloten deuren te houden.
Naar aanleiding van deze wet werd het Department of Homeland Security opgericht in 2003.